# Chiesa del Santissimo Salvatore (Brugine)
La chiesa del Santissimo Salvatore è la parrocchiale di Brugine, in provincia e diocesi di Padova; fa parte del vicariato del Piovese.

## Storia
La prima citazione di una chiesa a Brugine risale al 1297 e si sa che era filiale del duomo di Piove di Sacco.
Questo luogo di culto venne demolito nel XVIII secolo per far posto alla nuova parrocchiale, edificata nel 1782.
La torre campanaria fu costruita nel 1812 e, nel 1937, la chiesa venne ampliata e consacrata.

## Interno

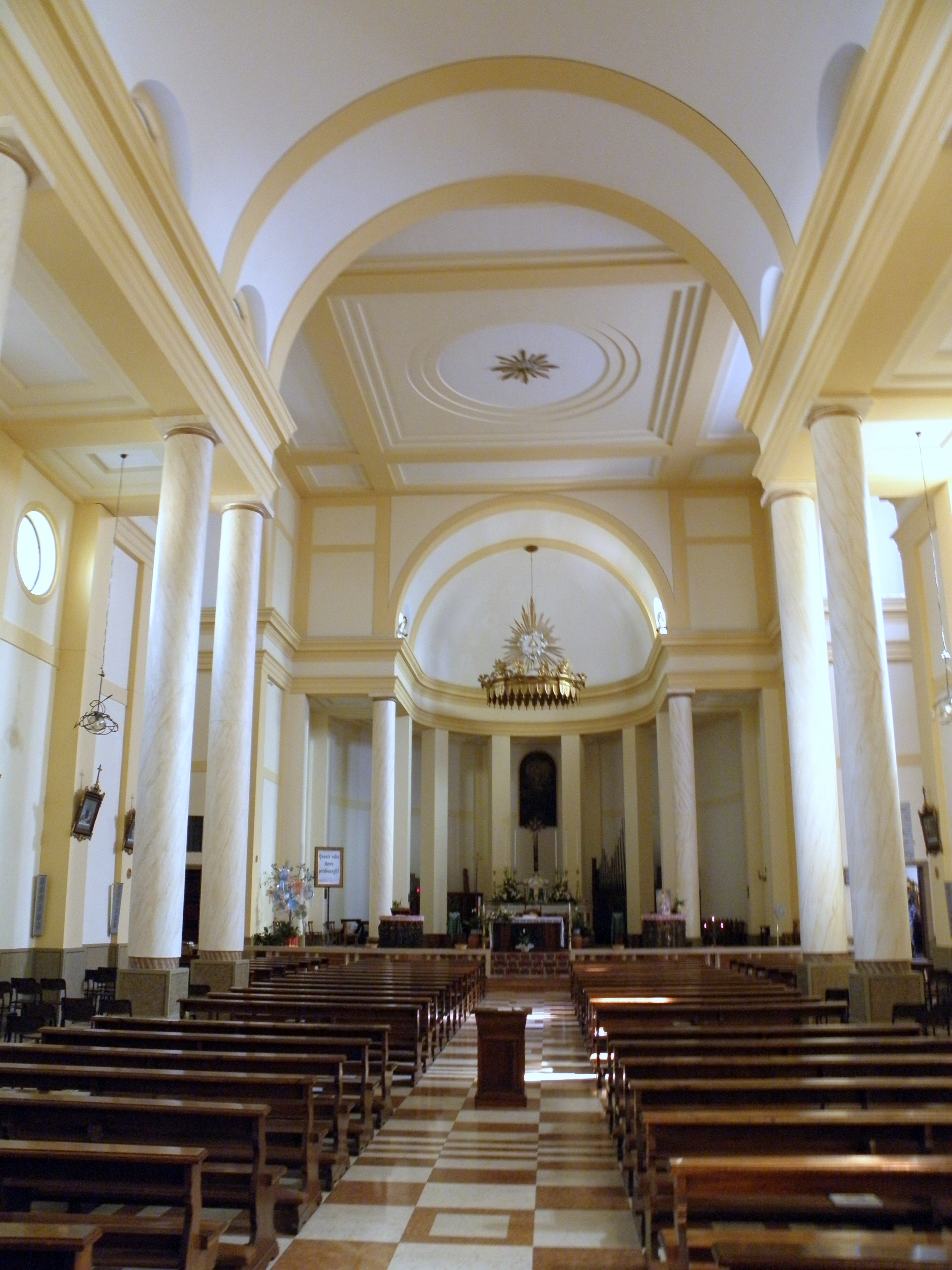
L'interno

Opere di pregio conservate all'interno della chiesa sono una statua della Madonna del Rosario con Gesù bambino, scultura di scuola veneta realizzata probabilmente nel XVII secolo, il Miracolo di sant'Antonio, eseguito nel XIX secolo da Ferdinando Suman, la pala raffigurante la Vergine Maria con il corpo di Cristo ed un angelo che trae fuori dall'Inferno un uomo ed una donna, dipinta nella seconda metà del XVII secolo, e una statua ritraente San Pietro, che e in legno dipinto.